# Josephus Yenay
Josephus Yenay (ur. 5 września 1975) – liberyjski piłkarz grający na pozycji napastnika. W swojej karierze rozegrał 2 mecze w reprezentacji Liberii.

## Kariera klubowa
W 1994 roku Yenay rozpoczął karierę piłkarską w szwajcarskim Yverdon-Sport FC. Przez półtora roku grał w nim w drugiej lidze. Na początku 1996 przeszedł do pierwszoligowego FC Sion. W 1996 roku zdobył z nim Puchar Szwajcarii, a w 1997 roku wywalczył dublet (mistrzostwo i puchar). W 1997 roku grał w FC Luzern, a w 1998 roku wrócił do Sionu.
Latem 1998 Yenay został zawodnikiem portugalskiego drugoligowca Naval 1º Maio. Sezon później trafił do Niemiec, do grającego w Regionallidze, SV Meppen. W kolejnych dwóch latach także grał w Regionallidze, najpierw w Eintrachcie Brunszwik, a następnie Eintrachcie Trewir. W sezonie 2002/2003 grał w portugalskim drugoligowcu, União Madeira.
| Sezon   | Klub                | Kraj       | Rozgrywki        | Mecze | Bramki |
| ------- | ------------------- | ---------- | ---------------- | ----- | ------ |
| 1994/95 | Yverdon-Sport FC    | Szwajcaria | Challenge League | 28    | 10     |
| 1995/96 | Yverdon-Sport FC    | Szwajcaria | Challenge League | 8     | 4      |
| 1995/96 | FC Sion             | Szwajcaria | Super League     | 7     | 1      |
| 1996/97 | FC Sion             | Szwajcaria | Super League     | 6     | 0      |
| 1996/97 | FC Luzern           | Szwajcaria | Super League     | 9     | 4      |
| 1997/98 | FC Luzern           | Szwajcaria | Super League     | 6     | 0      |
| 1997/98 | FC Sion             | Szwajcaria | Super League     | 3     | 0      |
| 1998/99 | Naval 1º Maio       | Portugalia | Liga de Honra    | 9     | 3      |
| 1999/00 | SV Meppen           | Niemcy     | Regionalliga     | 14    | 7      |
| 2000/01 | Eintracht Brunszwik | Niemcy     | Regionalliga     | 17    | 1      |
| 2001/02 | Eintracht Trewir    | Niemcy     | Regionalliga     | 12    | 2      |
| 2002/03 | União Madeira       | Portugalia | Liga de Honra    | 12    | 2      |

## Kariera reprezentacyjna
W reprezentacji Liberii Yenay zadebiutował w 2001 roku. W 2002 roku był powołany do kadry Liberii na Puchar Narodów Afryki 2002. Rozegrał na nim jeden mecz, z Nigerią (0:1). W kadrze narodowej grał do 2002 roku i wystąpił w niej 2 razy.